# ولید بن عقبه
ولید بن عُقبَه بن ابی‌معیط (۶۱ ه. برابر ۶۹۰ م) یکی از صحابه محمد و جزو تیرهٔ ابوعمرو از خاندان بنی‌امیه در مکه بود. بعضی مورخان بر این اعتقاد دارند که نسب وی به دودمان بنی‌لام تیرهٔ عبدالخان در بین‌النهرین است.
ولید به قول قرآن فاسق شناخته شده. بسیاری از علمای اهل سنت بر این باور هستند که شأن نزول آیه ۶ سوره حجرات ولید بن عقبه است. او همچنین در کوفه مست برای نماز صبح حاضر شد و نماز صبح را چهار رکعت خوانده به نمازگزاران گفت «امروز به‌غایت مسرورم، اگر خواهید چند رکعت دیگر بگزارم.»
ولید پس از مرگ عثمان در شهر رقه سکونت گزید و در زمان خلافت معاویه در همین شهر درگذشت.

## از زمان محمد تا زمان خلافت عمر
عقبه پدر ولید در جنگ بدر در دسته مقابل محمد بود و کشته شد اما ولید در هنگام فتح مکه در ۸ هجری/۶۳۰ میلادی مسلمان شد. وی در زمان محمد مأمور جمع‌آوری صدقات قبیله بنی مصطلق و در زمان عمر مأمور جمع‌آوری صدقه از قبیله مسیحی بنی ثعلب در جزیره شد.

## زمان خلافت عثمان
ولید برادر ناتنی عثمان بن عفان بود (مادر مشترک: اروی بنت کریز) و وقتی عثمان خلیفه شد، ولید را در سال ۲۹ هجری/۶–۶۴۵ میلادی، جانشین سعد بن ابی‌وقاص در امارت کوفه کرد. بی بند و باری ولید و نوشیدن شراب باعث شد که شکایاتی از وی شود و پس از احضار توسط عثمان، به اصرار علی ابن ابیطالب به جاری سازی حدود اسلامی، توسط حسن ابن علی حد (شلاق) زده شد عثمان وی را در سال ۳۳ هجری/۵۰–۶۴۹ میلادی عزل نمود.

## دوران خلافت علی
کلیفورد ادموند باسورث معتقد است بعد از کشته شدن عثمان، ولید به جزیره گریخت و در آنجا ماند و از سیاست به دور بود تا اینکه در ۶۱ هجری/۶۸۰ میلادی در رقه درگذشت. اما ویلفرد مادلونگ می‌نویسد که وی در زمان شورش طلحه و زبیر، برخلاف مروان و برخی دیگر از آل امیه که به کارزار عایشه در مکه پیوستند، مستقیماً به شام نزد معاویه رفت.
در آغاز جنگ صفین، هنگامی که لشکریان معاویه به آبگاه فرات زودتر دسترسی پیدا کرده بودند و آن را بسته بودند، علی پیکی را به معاویه فرستاد تا بگذارد که لشکریانش از آب استفاده کنند و مذاکرات را پیش بگیرند یا در صورت مخالفت جنگ بر سر آب کنند. معاویه این دو گزینه را با سران سپاهش به شور گذاشت؛ ولید معتقد بود که همان‌طور که عثمان خلیفهٔ سوم به مدت ۴۰ روز از آب و غذای نرم، توسط شورشیان بر خلیفه محروم شده بود، آنها نیز باید از آب محروم گردند و با وجود اینکه عمروعاص پیشنهادی مخالف داد، باز بر نظر خود اصرار ورزید.ولید در روز پنجم جنگ صفین، با عبدالله بن عباس نبرد کرد. (بنگرید به: وقعه الصفین، ص۱۱۷، افست، قم)

## شاعری
ولید شهرتی به عنوان شاعر داشت، چنان‌که پسرش ابوکتیفه عمرو نیز چنین بود.